# Тефе
Тефе (порт. Tefé) — місто у регіоні Тефе бразильського штату Амазонас (Центр штату Амазонас). Розташований у місці впадіння річки Тефе до Амазонки.

## Клімат
Місто знаходиться у зоні, котра характеризується вологим тропічним кліматом. Найтепліший місяць — жовтень із середньою температурою 26.7 °C (80.1 °F). Найхолодніший місяць — червень, із середньою температурою 25.7 °С (78.3 °F).
| Клімат Тефе             | Клімат Тефе | Клімат Тефе | Клімат Тефе | Клімат Тефе | Клімат Тефе | Клімат Тефе | Клімат Тефе | Клімат Тефе | Клімат Тефе | Клімат Тефе | Клімат Тефе | Клімат Тефе | Клімат Тефе |
| Показник                | Січ.        | Лют.        | Бер.        | Квіт.       | Трав.       | Черв.       | Лип.        | Серп.       | Вер.        | Жовт.       | Лист.       | Груд.       | Рік         |
| Абсолютний максимум, °C | 36,8        | 36          | 35          | 35          | 35          | 36,8        | 36          | 35,9        | 36,6        | 36,4        | 36          | 35,4        | 36,8        |
| Середній максимум, °C   | 31,1        | 31,2        | 31,3        | 31,3        | 30,9        | 30,7        | 31,1        | 31,9        | 32,2        | 32,4        | 31,9        | 31,5        | 31,5        |
| Середня температура, °C | 26,1        | 26,1        | 26,2        | 26,2        | 26,1        | 25,7        | 25,8        | 26,3        | 26,6        | 26,7        | 26,6        | 26,3        | 26,2        |
| Середній мінімум, °C    | 22,8        | 22,9        | 22,9        | 22,9        | 22,9        | 22,3        | 21,9        | 22,3        | 22,5        | 22,5        | 22,9        | 22,7        | 22,6        |
| Абсолютний мінімум, °C  | 18          | 15,8        | 18,6        | 18,9        | 18,4        | 15,4        | 14,9        | 17,1        | 19          | 19,4        | 18,9        | 19          | 14,9        |
| Вологість повітря, %    | 86          | 85          | 88          | 88          | 86          | 87          | 84          | 82          | 83          | 84          | 83          | 87          | 85.3        |
| ----------------------- | ----------- | ----------- | ----------- | ----------- | ----------- | ----------- | ----------- | ----------- | ----------- | ----------- | ----------- | ----------- | ----------- |
| Джерело: Weatherbase    |             |             |             |             |             |             |             |             |             |             |             |             |             |